# Journal of Physical Oceanography
Le Journal of Physical Oceanography (JPO) est une revue scientifique à comité de lecture publiée par l'American Meteorological Society créé en janvier 1971 et est disponible sur internet depuis 1996. Les articles en ligne datant de plus d'un an sont disponibles en libre accès.

## Description
Le Journal of Physical Oceanography publie des recherches liées à l'océanographie physique et aux interactions océan-atmosphère, physico-biologiques et physico-chimiques. On trouve aussi des études d'autres étendues d'eau, comme les lacs, mais en relation avec leurs effets sur l’océan ou le système terrestre.